# En herrgårdssägen
En herrgårdssägen är en bok från 1899 av den svenska författaren Selma Lagerlöf. Berättelsen beskriver en ung kvinnas kamp för att rädda studenten Gunnar Hede ur hans sinnessjukdom, där han är instängd bakom depression och ångest. Boken skildrar kärlekens styrka genom olika nivåer. Boken beskriver också relationer mellan människor som är helt olika och de fördomar som finns om de människor som är "annorlunda". Boken är den första av Lagerlöf som delvis utspelar sig i Dalarna. Huvudplatsen för boken är annars herrgården Munkhyttan, som har beskrivits som herrgårdens idé, paradisets lustgård.

## Handling
Boken inleds med ett möte mellan huvudpersonen Gunnar Hede i dennes hus under studenttiden i Uppsala och en bekant, Ålin. Ålin oroar sig över att Hede inte studerar utan enbart ägnar sig åt fiolspel, och ser det som ytterst nödvändigt att ta fiolen från Hede. Hede kommer från gården Munkhyttan, som tidigare har varit en stor och rik gård, men som har tappat sin forna glans - vilket Hede inte har märkt. Efter mycket övertalning och med anmärkningar om att om Hede inte börjar studera på allvar kan gården - om vilket det sägs att den snarare äger Hede än att Hede äger den - förloras, går Hede med på att lämna ifrån sig fiolen.
Kort därefter kommer dock en gammal blind man med sitt följe och sin fiol förbi för att spela alldeles utanför Hedes fönster. Hede klättrar ner för fönstret och ber om att få låna fiolen. Han trollbinder publiken, samtidigt som han för första gången introduceras för den andra huvudpersonen - Ingrid, som är dotterdotter till den gamla blinda mannen. Ett gammalt cirkuspar som nu färdas runt med sina konster har tagit sig an Ingrid och morfadern, men är bekymrade över att Ingrid inte vill befatta sig med cirkuskonster och att hon inte vill ge upp sin morfar. Hede ger dock ett försvarstal till Ingrid, som ändrar det gamla cirkusparets uppfattning om frågan helt och hållet.
Härefter sker ett tidshopp. Hede anser att studier är alldeles för långdragna och att det är musiken och fiolspelandet som skall rädda Munkhyttan. Han blir kringresande, precis som sin farfar när han först blir rik. En dålig affär, i form av ett försök att transportera ett hundratal getter från Norrland till skogarna i Värmland när ett plötsligt kylväder drar in och som gör att alla getter dör, samt att hans fästmö bryter upp förlovningen, får dock Hede att tappa greppet helt och hållet, och övergår nu till sin andra personlighet - den galna Getabocken.
Samtidigt har cirkusparet adopterat bort Ingrid till en prästgård i Nödinge. Ingrid, som lever i sina drömmar, klarar dock inte av tristessen och ger upp livslusten. Det går så långt att hon blir lagd i en kista och nersänkt i graven. Under begravningsgudstjänsten kommer dock Getabocken förbi graven och spelar på sin fiol. Ingrid återuppväcks, och förs av Getabocken tillbaka till prästgården. Onda ord av prästfrun i tron att Ingrid inte hör får dock Ingrid att fly med hjälp av Getabocken till en gammal kvinna i skogen, som tar henne till sin syster som är husfru på gården Munkhyttan.
Ingrid inser först inte att Getabocken är Hede, men när hon väl gör så påbörjas en kamp för att rädda den riktiga Hede. Långsamt, med bakslag med jämna mellanrum, blir Hede något kontaktbar. Hede kommer tillbaka nästan helt när Ingrid åker skridskor, och han påminner sig om att han gjort samma sak på samma ställe tidigare, och att han känner igen holmen. Successivt kommer han då tillbaka - men minns ingenting av Ingrid, och har ingen aning om vem hon är.
Prästfamiljen i Råglanda får vetskap om att Ingrid trots allt inte dog, och tar tillbaka henne till sin gård. Detta får Hede att falla tillbaka till Getabocken. Prästfrun förbjuder Ingrid från att träffa Getabocken, vilket gör att Ingrid flyr. Hon stöter på det gamla cirkusparet, som tar henne till Getabocken på en gästgivaregård i Torslanda. Där börjar en kamp för att ta tillbaka Hede, genom att återuppsätta scenen utanför Hedes fönster i Uppsala. Han spelar fiol, och tar sig därigenom minnen från hela sitt liv. Detta får mörkret att vika undan bit för bit. De två sista melodierna - de enda han kunde spela som Getabock - går knappt att ta sig förbi. Ingrid försöker med kärlek, men lyckas inte. När kärleken övergår till förbittring vinns dock Hede tillbaka, och mörkret har till slut helt givit vika.

## Kritik
Litteraturkritiska studier av romanen återfinns bland annat i den danske journalisten Henrik Wivels bok Snödrottningen samt i den svenska litteraturvetaren Birgitta Holms bok Ursprungets roman.

## Bearbetningar
1922 bearbetades Lagerlöfs roman av Mauritz Stiller och Alma Söderhjelm till filmen Gunnar Hedes saga, som hade premiär den 1 januari 1923. Filmen skiljer sig dock en hel del från romanen, och i förtexterna kallas den "filmskådespel med motiv från En herrgårdssägen i fri bearbetning". Lagerlöf ogillade manuset och lät sig motvilligt övertalas till filminspelningen.
2004 hade en opera baserad på romanen urpremiär på Värmlandsoperan med musik av Lars-Åke Franke-Blom och libretto av Lars Zilliacus och i regi av Björn Melander. 
Västanå teater, med regissör Leif Stinnerbom, spelade med stor publikframgång en dramatisering sommaren 2007.
År 2013 utkom seriealbumet En herrgårdssägen, som är en överföring av romanen till serieformat av tecknaren Marcus Ivarsson.